# Rallye-Weltmeisterschaft 1982
Die Rallye-Weltmeisterschaft 1982 war die zehnte von der Fédération Internationale de l’Automobile (FIA) organisierte Rallye-Weltmeisterschaft. Sie wurde in der Zeit vom 16. Januar bis zum 25. November in zwölf Wertungsläufen ausgetragen. Audi konnte die Markenwertung für sich entscheiden. Zum vierten Mal wurde ein offizieller Fahrerweltmeister ermittelt. Der Deutsche Walter Röhrl gewann diesen Titel mit einem Opel Ascona.

## Fahrzeuge

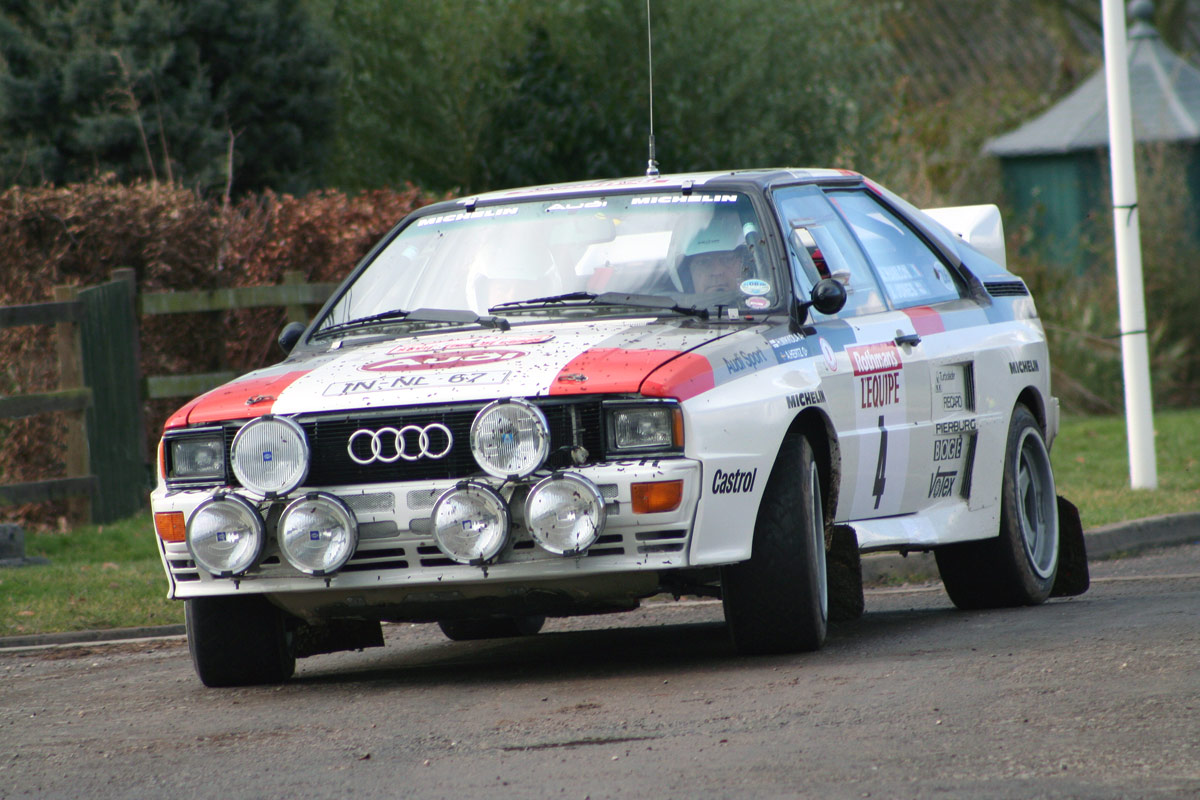
Audi quattro
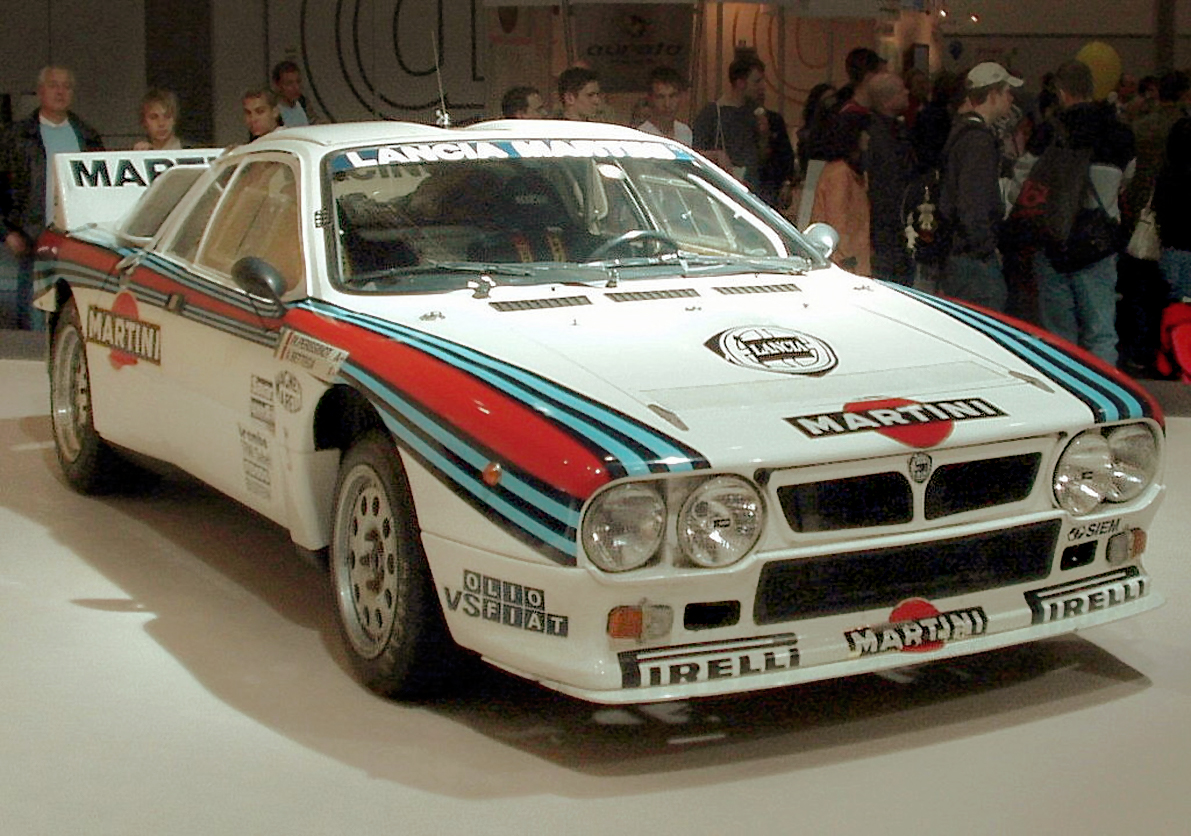
Lancia Rally 037
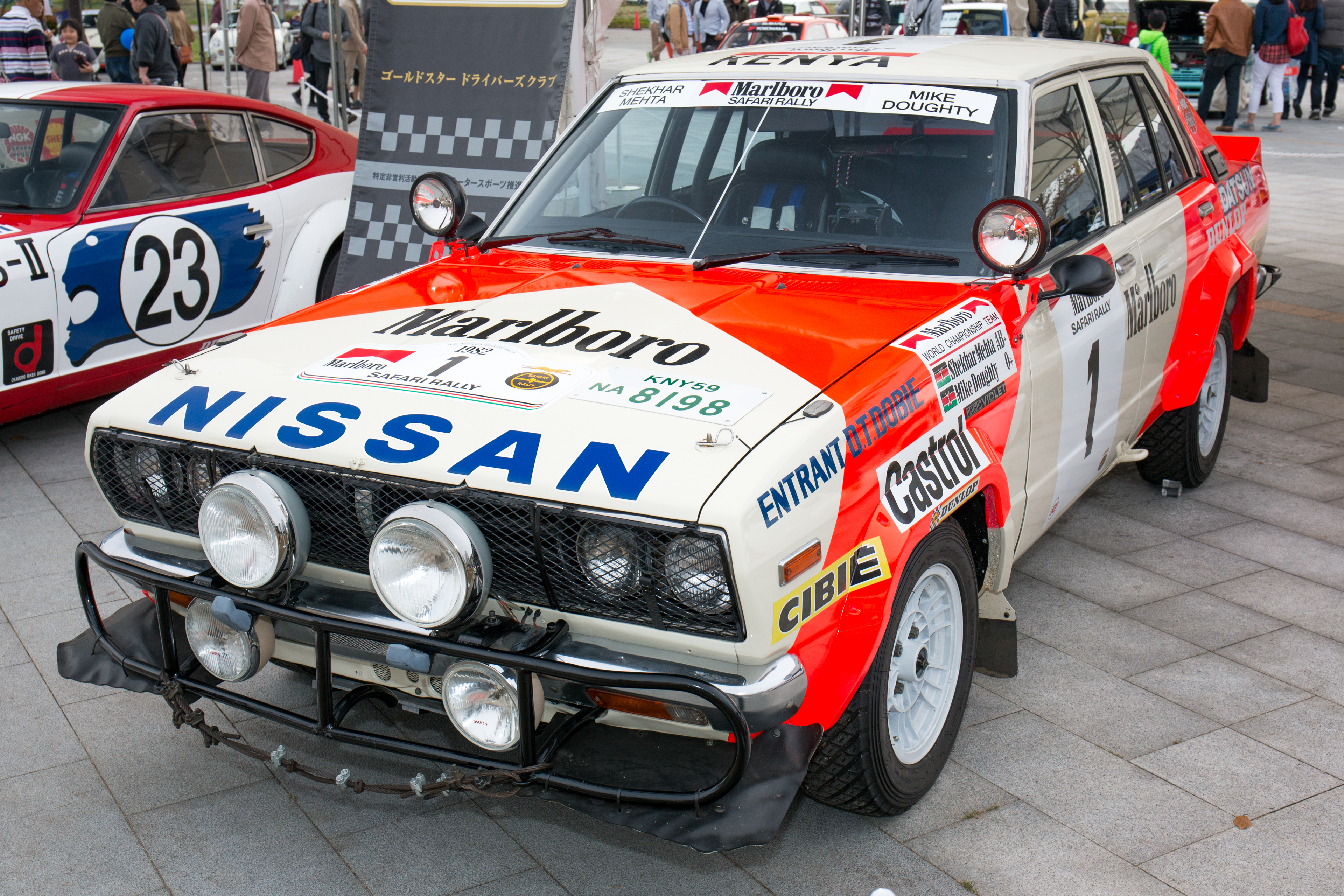
Nissan Violet GTS
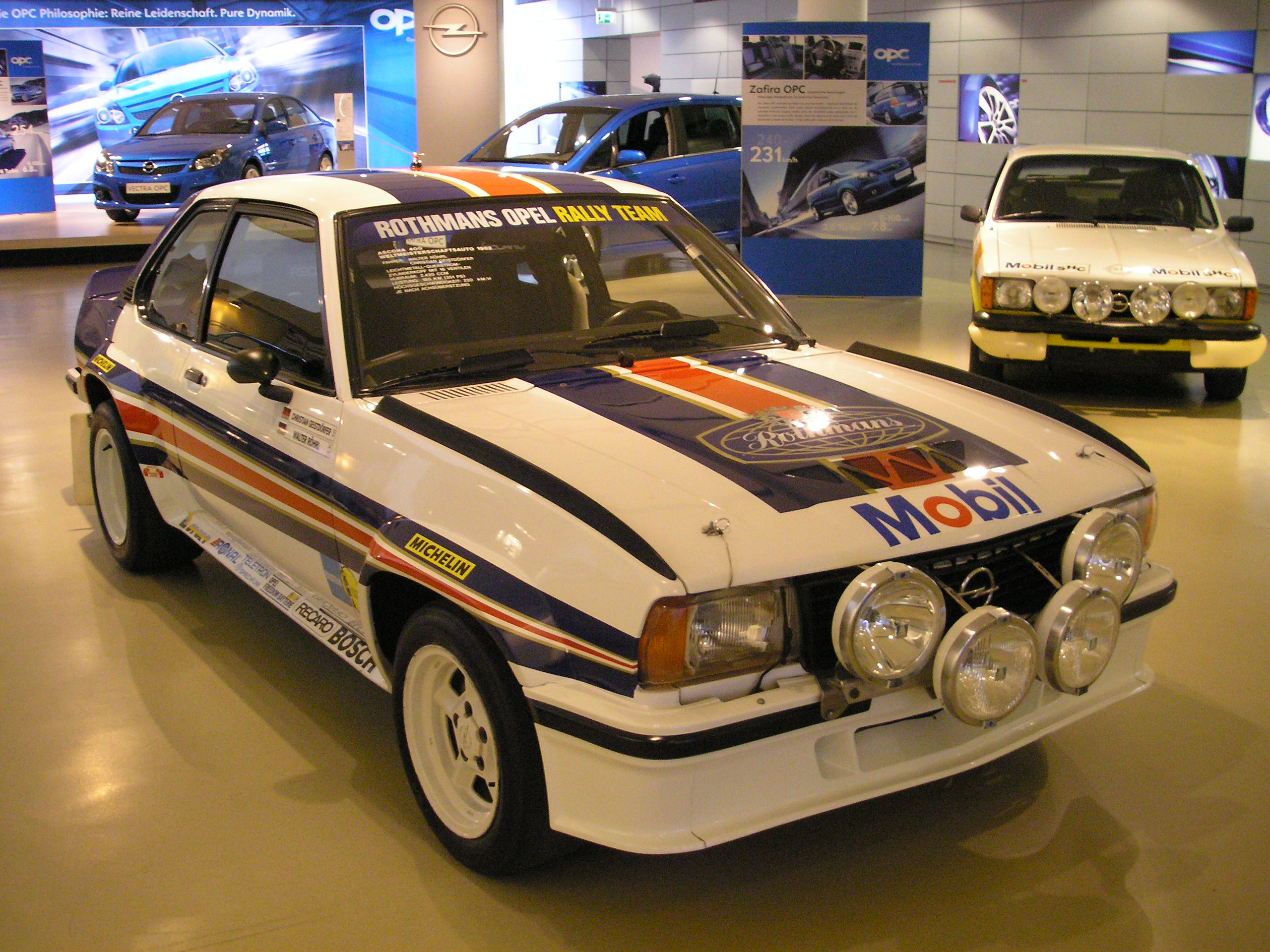
Opel Ascona 400
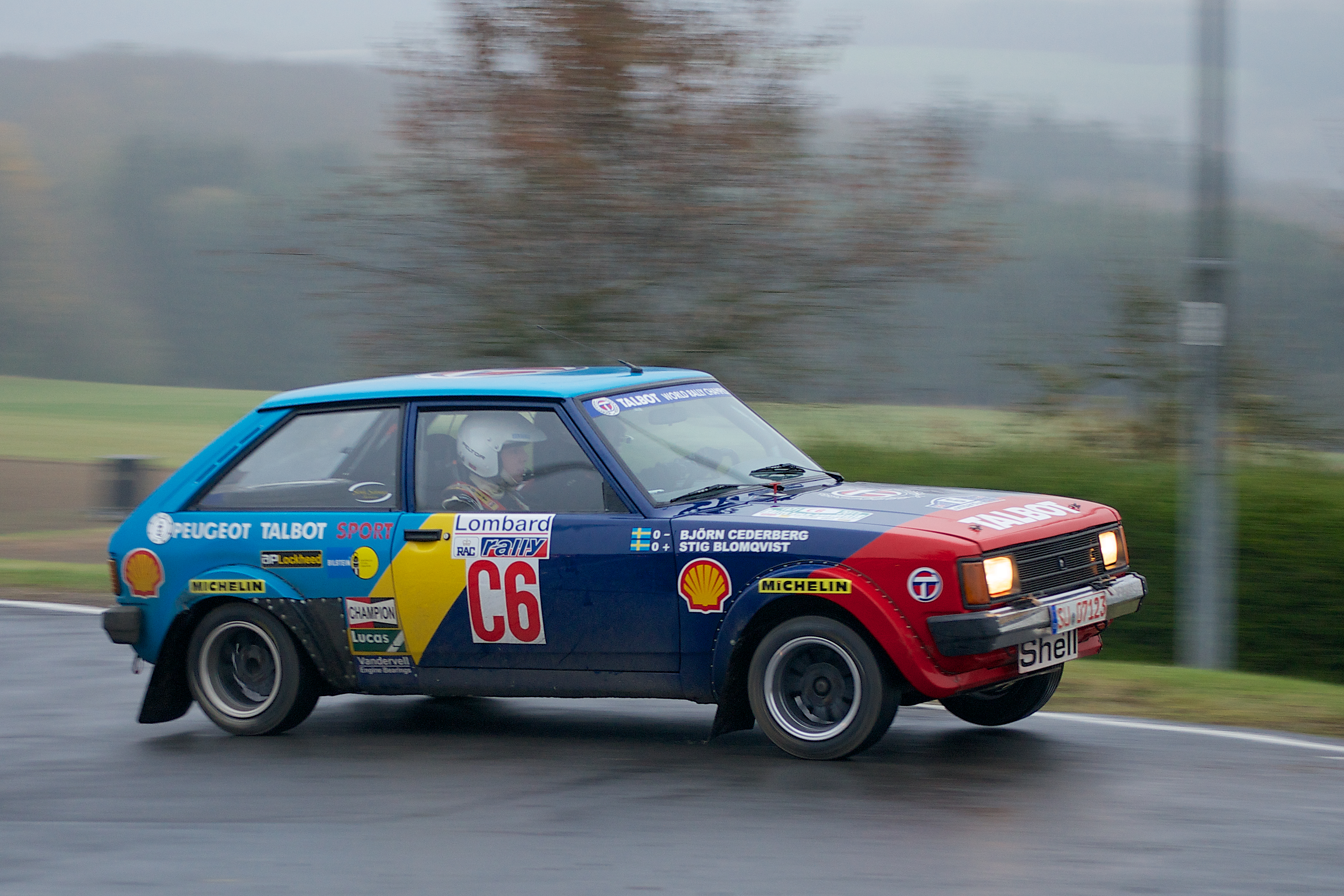
Talbot Sunbeam Lotus

## Teams und Fahrer
| Team                     | Hersteller | Auto                                  | Fahrer             | Beifahrer               | Rallye          |
| ------------------------ | ---------- | ------------------------------------- | ------------------ | ----------------------- | --------------- |
| Peugeot Talbot Sport     | Talbot     | Talbot Sunbeam Lotus                  | Stig Blomqvist     | Björn Cederberg         | 12              |
| Peugeot Talbot Sport     | Talbot     | Talbot Sunbeam Lotus                  | Guy Fréquelin      | Jean-François Fauchille | 12              |
| Team Nissan Europe       | Nissan     | Nissan Violet GTS Nissan Silvia Turbo | Timo Salonen       | Seppo Harjanne          | 3–4, 6–7, 9, 12 |
| Team Nissan Europe       | Nissan     | Nissan Violet GTS Nissan Silvia Turbo | Tony Pond          | Rob Arthur              | 3–4, 6–7        |
| Team Nissan Europe       | Nissan     | Nissan Violet GTS Nissan Silvia Turbo | Shekhar Mehta      | Mike Doughty            | 4               |
| Team Nissan Europe       | Nissan     | Nissan Violet GTS Nissan Silvia Turbo | Shekhar Mehta      | Yvonne Mehta            | 6–7             |
| Team Nissan Europe       | Nissan     | Nissan Violet GTS Nissan Silvia Turbo | Mike Kirkland      | Anton Levitan           | 3               |
| Team Nissan Europe       | Nissan     | Nissan Violet GTS Nissan Silvia Turbo | Andy Dawson        | Kevin Gormley           | 12              |
| Opel Rally Team          | Opel       | Opel Ascona 400                       | Walter Röhrl       | Christian Geistdörfer   | 1–8, 10–11      |
| Opel Rally Team          | Opel       | Opel Ascona 400                       | Jochi Kleint       | Gunter Wanger           | 1, 5, 12        |
| Opel Rally Team          | Opel       | Opel Ascona 400                       | Henri Toivonen     | Fred Gallagher          | 3, 6, 9–10, 12  |
| Opel Rally Team          | Opel       | Opel Ascona 400                       | Rauno Aaltonen     | Lofty Drews             | 4               |
| Opel Rally Team          | Opel       | Opel Ascona 400                       | Jimmy McRae        | Ian Grindrod            | 6, 12           |
| Opel Rally Team          | Opel       | Opel Ascona 400                       | Björn Johansson    | Bruno Berglund          | 11              |
| Opel Rally Team          | Opel       | Opel Ascona 400                       | Ari Vatanen        | Terry Harryman          | 12              |
| Audi Sport               | Audi       | Audi quattro                          | Hannu Mikkola      | Arne Hertz              | 1–3, 5–10, 12   |
| Audi Sport               | Audi       | Audi quattro                          | Hannu Mikkola      | Roland Gumpert          | 11              |
| Audi Sport               | Audi       | Audi quattro                          | Michèle Mouton     | Fabrizia Pons           | 1–3, 5–12       |
| Audi Sport               | Audi       | Audi quattro                          | Stig Blomqvist     | Björn Cederb            | 2, 9–10         |
| Audi Sport               | Audi       | Audi quattro                          | Michele Cinotto    | Emilio Radaelli         | 1, 6, 10        |
| Audi Sport               | Audi       | Audi quattro                          | Franz Wittmann     | Peter Diekmann          | 3, 5–6, 10      |
| Audi Sport               | Audi       | Audi quattro                          | Harald Demuth      | Arwed Fischer           | 10              |
| Audi Sport               | Audi       | Audi quattro                          | Harald Demuth      | John Daniels            | 12              |
| Renault Elf              | Renault    | Renault 5 Turbo                       | Jean Ragnotti      | Jean-Marc Andrié        | 5, 11           |
| Renault Elf              | Renault    | Renault 5 Turbo                       | Bruno Saby         | Françoise Sappey        | 5               |
| Renault Elf              | Renault    | Renault 5 Turbo                       | Bruno Saby         | Daniel Le Saux          | 11              |
| Renault Elf              | Renault    | Renault 5 Turbo                       | Jean-Luc Thérier   | Michel Vial             | 5               |
| Toyota Team Europe       | Toyota     | Toyota Celica 2000GT                  | Björn Waldegård    | Hans Thorszelius        | 3, 7, 11        |
| Toyota Team Europe       | Toyota     | Toyota Celica 2000GT                  | Björn Waldegård    | Ragnar Spjuth           | 12              |
| Toyota Team Europe       | Toyota     | Toyota Celica 2000GT                  | Per Eklund         | Ragnar Spjuth           | 3, 7, 11        |
| Toyota Team Europe       | Toyota     | Toyota Celica 2000GT                  | Per Eklund         | Dave Whittock           | 12              |
| Martini Racing           | Lancia     | Lancia Rally 037                      | Markku Alén        | Ilkka Kivimäki          | 5–6, 9–10, 12   |
| Martini Racing           | Lancia     | Lancia Rally 037                      | Attilio Bettega    | Maurizio Perissinot     | 5               |
| Martini Racing           | Lancia     | Lancia Rally 037                      | Adartico Vudafieri | Maurizio Perissinot     | 6, 11           |
| Martini Racing           | Lancia     | Lancia Rally 037                      | Fabrizio Tabaton   | Luciano Tedeschini      | 10              |
| Mitsubishi Team Ralliart | Mitsubishi | Mitsubishi Lancer Turbo               | Pentti Airikkala   | Juha Piironen           | 9, 12           |
| Mitsubishi Team Ralliart | Mitsubishi | Mitsubishi Lancer Turbo               | Anders Kulläng     | Bruno Berglund          | 9–10, 12        |
| Volkswagen Motorsport    | Volkswagen | Volkswagen Golf GTI                   | Per Eklund         | Ragnar Spjuth           | 10              |

## Kalender
Die eingetragenen Kilometer entsprechen der Distanz der Wertungsprüfungen. Die Distanz der Verbindungsstrecken zwischen den einzelnen WPs ist nicht enthalten (außer bei der Rallye Elfenbeinküste und Safari).
| Rallye                                                 | Rang | Fahrer              | Fahrzeug                | Gesamtzeit Std:Min:Sek | Anzahl WP         | Länge      | Gestartet | im Ziel |
| ------------------------------------------------------ | ---- | ------------------- | ----------------------- | ---------------------- | ----------------- | ---------- | --------- | ------- |
| Rallye Monte Carlo 16. bis 22. Januar 1982             | 1.   | Walter Röhrl        | Opel Ascona 400         | 8:20:33                | 32                | 747,81 km  | 299       | 91      |
| Rallye Monte Carlo 16. bis 22. Januar 1982             | 2.   | Hannu Mikkola       | Audi Quattro            | + 03:49                | 32                | 747,81 km  | 299       | 91      |
| Rallye Monte Carlo 16. bis 22. Januar 1982             | 3.   | Jean-Luc Thérier    | Porsche 911 SC          | + 12:05                | 32                | 747,81 km  | 299       | 91      |
|                                                        |      |                     |                         |                        |                   |            |           |         |
| Rallye Schweden 12. bis 14. Februar 1982               | 1.   | Stig Blomqvist      | Audi Quattro            | 3:40:15                | 25                | 366,51 km  | 116       | 68      |
| Rallye Schweden 12. bis 14. Februar 1982               | 2.   | Ari Vatanen         | Ford Escort RS1800      | + 02:36                | 25                | 366,51 km  | 116       | 68      |
| Rallye Schweden 12. bis 14. Februar 1982               | 3.   | Walter Röhrl        | Opel Ascona 400         | + 04:14                | 25                | 366,51 km  | 116       | 68      |
|                                                        |      |                     |                         |                        |                   |            |           |         |
| Rallye Portugal 3. bis 6. März 1982                    | 1.   | Michèle Mouton      | Audi Quattro            | 7:39:36                | 40                | 637,07 km  | 91        | 23      |
| Rallye Portugal 3. bis 6. März 1982                    | 2.   | Per Eklund          | Toyota Celica 2000GT    | + 13:07                | 40                | 637,07 km  | 91        | 23      |
| Rallye Portugal 3. bis 6. März 1982                    | 3.   | Franz Wittmann      | Audi Quattro            | + 27:49                | 40                | 637,07 km  | 91        | 23      |
|                                                        |      |                     |                         |                        |                   |            |           |         |
| Safari Rallye 8. bis 12. April 1982                    | 1.   | Shekhar Mehta       | Nissan Violet GT        | 4:26 Zeitstrafe        | 83 Zeitkontrollen | 5120 km    | 73        | 21      |
| Safari Rallye 8. bis 12. April 1982                    | 2.   | Walter Röhrl        | Opel Ascona 400         | 5:07 Zeitstrafe        | 83 Zeitkontrollen | 5120 km    | 73        | 21      |
| Safari Rallye 8. bis 12. April 1982                    | 3.   | Mike Kirkland       | Nissan Violet GT        | 6:16 Zeitstrafe        | 83 Zeitkontrollen | 5120 km    | 73        | 21      |
|                                                        |      |                     |                         |                        |                   |            |           |         |
| Rallye Frankreich 6. bis 8. Mai 1982                   | 1.   | Jean Ragnotti       | Renault 5 Turbo         | 14:11:19               | 27                | 1176,10 km | 178       | 48      |
| Rallye Frankreich 6. bis 8. Mai 1982                   | 2.   | Jean-Claude Andruet | Ferrari 308 GTB         | + 05:38                | 27                | 1176,10 km | 178       | 48      |
| Rallye Frankreich 6. bis 8. Mai 1982                   | 3.   | Bernard Béguin      | Porsche 911 SC          | + 08:52                | 27                | 1176,10 km | 178       | 48      |
|                                                        |      |                     |                         |                        |                   |            |           |         |
| Rallye Griechenland 31. Mai bis 3. Juni 1982           | 1.   | Michèle Mouton      | Audi Quattro            | 12:54:44               | 56                | 1004,58 km | 136       | 33      |
| Rallye Griechenland 31. Mai bis 3. Juni 1982           | 2.   | Walter Röhrl        | Opel Ascona 400         | + 13:39                | 56                | 1004,58 km | 136       | 33      |
| Rallye Griechenland 31. Mai bis 3. Juni 1982           | 3.   | Henri Toivonen      | Opel Ascona 400         | + 22:37                | 56                | 1004,58 km | 136       | 33      |
|                                                        |      |                     |                         |                        |                   |            |           |         |
| Rallye Neuseeland 26. bis 29. Juni 1982                | 1.   | Björn Waldegård     | Toyota Celica 2000GT    | 10:28:08               | 38                | 1014,26 km | 66        | 31      |
| Rallye Neuseeland 26. bis 29. Juni 1982                | 2.   | Per Eklund          | Toyota Celica 2000GT    | + 03:13                | 38                | 1014,26 km | 66        | 31      |
| Rallye Neuseeland 26. bis 29. Juni 1982                | 3.   | Walter Röhrl        | Opel Ascona 400         | + 05:29                | 38                | 1014,26 km | 66        | 31      |
|                                                        |      |                     |                         |                        |                   |            |           |         |
| Rallye Brasilien 11. bis 14. August 1982               | 1.   | Michèle Mouton      | Audi Quattro            | 8:16:24                | 29                | 705,98 km  | 55        | 5       |
| Rallye Brasilien 11. bis 14. August 1982               | 2.   | Walter Röhrl        | Opel Ascona 400         | + 35:25                | 29                | 705,98 km  | 55        | 5       |
| Rallye Brasilien 11. bis 14. August 1982               | 3.   | Domingo De Vitta    | Ford Escort             | + 1:59:06              | 29                | 705,98 km  | 55        | 5       |
|                                                        |      |                     |                         |                        |                   |            |           |         |
| Rallye Finnland 27. bis 29. August 1982                | 1.   | Hannu Mikkola       | Audi Quattro            | 4:19:05                | 46                | 470,82 km  | 154       | 68      |
| Rallye Finnland 27. bis 29. August 1982                | 2.   | Stig Blomqvist      | Audi Quattro            | + 00:28                | 46                | 470,82 km  | 154       | 68      |
| Rallye Finnland 27. bis 29. August 1982                | 3.   | Pentti Airikkala    | Mitsubishi Lancer Turbo | + 04:17                | 46                | 470,82 km  | 154       | 68      |
|                                                        |      |                     |                         |                        |                   |            |           |         |
| Rallye San Remo 3. bis 8. Oktober 1982                 | 1.   | Stig Blomqvist      | Audi Quattro            | 8:37:47                | 56                | 735,44 km  | 90        | 27      |
| Rallye San Remo 3. bis 8. Oktober 1982                 | 2.   | Hannu Mikkola       | Audi Quattro            | + 02:16                | 56                | 735,44 km  | 90        | 27      |
| Rallye San Remo 3. bis 8. Oktober 1982                 | 3.   | Walter Röhrl        | Opel Ascona 400         | + 02:27                | 56                | 735,44 km  | 90        | 27      |
|                                                        |      |                     |                         |                        |                   |            |           |         |
| Rallye Elfenbeinküste 27. Oktober bis 1. November 1982 | 1.   | Walter Röhrl        | Opel Ascona 400         | 8:43:00                | 54 Zeitkontrollen | 4995 km    | 51        | 6       |
| Rallye Elfenbeinküste 27. Oktober bis 1. November 1982 | 2.   | Per Eklund          | Toyota Celica 2000GT    | + 01:34                | 54 Zeitkontrollen | 4995 km    | 51        | 6       |
| Rallye Elfenbeinküste 27. Oktober bis 1. November 1982 | 3.   | Björn Waldegård     | Toyota Celica 2000GT    | + 02:17                | 54 Zeitkontrollen | 4995 km    | 51        | 6       |
|                                                        |      |                     |                         |                        |                   |            |           |         |
| Rallye Großbritannien 21. bis 25. November 1982        | 1.   | Hannu Mikkola       | Audi Quattro            | 8:01:46                | 68                | 711,73 km  | 149       | 63      |
| Rallye Großbritannien 21. bis 25. November 1982        | 2.   | Michèle Mouton      | Audi Quattro            | + 04:17                | 68                | 711,73 km  | 149       | 63      |
| Rallye Großbritannien 21. bis 25. November 1982        | 3.   | Henri Toivonen      | Opel Ascona 400         | + 04:26                | 68                | 711,73 km  | 149       | 63      |

| Farbe  | Untergrund |
| ------ | ---------- |
| Gold   | Schotter   |
| Silber | Asphalt    |
| Blau   | Eis/Schnee |
| Bronze | Gemischt   |

## Klassifikationen
| Rang   | 1  | 2  | 3  | 4  | 5 | 6 | 7 | 8 | 9 | 10 |
| Punkte | 20 | 15 | 12 | 10 | 8 | 6 | 4 | 3 | 2 | 1  |

### Fahrerwertung
| Rang | Fahrer                    | MON | SWE | POR | KEN | FRA  | GRE | NZL | BRA | FIN | ITA  | CIV | GBR | Punkte |
| ---- | ------------------------- | --- | --- | --- | --- | ---- | --- | --- | --- | --- | ---- | --- | --- | ------ |
| 1    | Walter Röhrl              | 20  | 12  | –   | 15  | (10) | 15  | 12  | 15  | –   | (12) | 20  | –   | 109    |
| 2    | Michèle Mouton            | –   | 8   | 20  | –   | 4    | 20  | –   | 20  | –   | 10   | –   | 15  | 97     |
| 3    | Hannu Mikkola             | 15  | –   | –   | –   | –    | –   | –   | –   | 20  | 15   | –   | 20  | 70     |
| 4    | Stig Blomqvist            | –   | 20  | –   | –   | –    | –   | –   | –   | 15  | 20   | –   | 3   | 58     |
| 5    | Per Eklund                | –   | 10  | 15  | –   | –    | –   | 15  | –   | –   | –    | 15  | 2   | 57     |
| 6    | Björn Waldegård           | –   | –   | –   | –   | –    | –   | 20  | –   | –   | –    | 12  | 4   | 36     |
| 7    | Henri Toivonen            | –   | –   | –   | –   | –    | 12  | –   | –   | –   | 8    | –   | 12  | 32     |
| 8    | Shekhar Mehta             | –   | –   | –   | 20  | –    | 10  | –   | –   | –   | –    | –   | –   | 30     |
| 9    | Bruno Saby                | 8   | –   | –   | –   | 8    | –   | –   | –   | –   | –    | 10  | –   | 26     |
| 10   | Jean Ragnotti             | –   | –   | –   | –   | 20   | –   | –   | –   | –   | –    | –   | –   | 20     |
| 11   | Timo Salonen              | –   | –   | –   | –   | –    | –   | 10  | –   | 10  | –    | –   | –   | 20     |
| 12   | Guy Fréquelin             | 10  | –   | –   | –   | 6    | –   | –   | –   | –   | –    | –   | –   | 16     |
| 13   | Ari Vatanen               | –   | 15  | –   | –   | –    | –   | –   | –   | –   | –    | –   | –   | 15     |
| 13   | Jean-Claude Andruet       | –   | –   | –   | –   | 15   | –   | –   | –   | –   | –    | –   | –   | 15     |
| 15   | Jean-Luc Thérier          | 12  | –   | –   | –   | –    | –   | –   | –   | –   | –    | –   | –   | 12     |
| 15   | Franz Wittmann            | –   | –   | 12  | –   | –    | –   | –   | –   | –   | –    | –   | –   | 12     |
| 15   | Mike Kirkland             | –   | –   | –   | 12  | –    | –   | –   | –   | –   | –    | –   | –   | 12     |
| 15   | Bernard Béguin            | –   | –   | –   | –   | 12   | –   | –   | –   | –   | –    | –   | –   | 12     |
| 15   | Domingo De Vitta          | –   | –   | –   | –   | –    | –   | –   | 12  | –   | –    | –   | –   | 12     |
| 15   | Pentti Airikkala          | –   | –   | –   | –   | –    | –   | –   | –   | 12  | –    | –   | –   | 12     |
| 21   | Markku Alén               | –   | –   | –   | –   | 2    | –   | –   | –   | –   | –    | –   | 10  | 12     |
| 22   | Russell Brookes           | –   | –   | –   | –   | –    | –   | –   | –   | 6   | –    | –   | 6   | 12     |
| 23   | Carlos Torres             | –   | –   | 10  | –   | –    | –   | –   | –   | –   | –    | –   | –   | 10     |
| 23   | Tony Pond                 | –   | –   | –   | 10  | –    | –   | –   | –   | –   | –    | –   | –   | 10     |
| 23   | Aparecido Rodrigues       | –   | –   | –   | –   | –    | –   | –   | 10  | –   | –    | –   | –   | 10     |
| 26   | Alain Coppier             | –   | –   | 8   | –   | –    | –   | –   | –   | –   | –    | –   | –   | 8      |
| 26   | Jayant Shah               | –   | –   | –   | 8   | –    | –   | –   | –   | –   | –    | –   | –   | 8      |
| 26   | Iórgos Moschous           | –   | –   | –   | –   | 8    | –   | –   | –   | –   | –    | –   | –   | 8      |
| 26   | Rod Millen                | –   | –   | –   | –   | –    | –   | 8   | –   | –   | –    | –   | –   | 8      |
| 26   | Antero Laine              | –   | –   | –   | –   | –    | –   | –   | –   | 8   | –    | –   | –   | 8      |
| 26   | Alain Ambrosino           | –   | –   | –   | –   | –    | –   | –   | –   | –   | –    | 8   | –   | 8      |
| 26   | Harald Demuth             | –   | –   | –   | –   | –    | –   | –   | –   | –   | –    | –   | 8   | 8      |
| 33   | Dany Snobeck              | 6   | –   | –   | –   | –    | –   | –   | –   | –   | –    | –   | –   | 6      |
| 33   | Lasse Lampi               | –   | 6   | –   | –   | –    | –   | –   | –   | –   | –    | –   | –   | 6      |
| 33   | Mário Silva               | –   | –   | 6   | –   | –    | –   | –   | –   | –   | –    | –   | –   | 6      |
| 33   | Rob Collinge              | –   | –   | –   | 6   | –    | –   | –   | –   | –   | –    | –   | –   | 6      |
| 33   | Jimmy McRae               | –   | –   | –   | –   | –    | 6   | –   | –   | –   | –    | –   | –   | 6      |
| 33   | Tony Teesdale             | –   | –   | –   | –   | –    | –   | 6   | –   | –   | –    | –   | –   | 6      |
| 33   | Michele Cinotto           | –   | –   | –   | –   | –    | –   | –   | –   | –   | 6    | –   | –   | 6      |
| 33   | Eugène Salim              | –   | –   | –   | –   | –    | –   | –   | –   | –   | –    | 6   | –   | 6      |
| 41   | Jochi Kleint              | 4   | –   | –   | –   | –    | –   | –   | –   | –   | –    | –   | –   | 4      |
| 41   | Sören Nilsson             | –   | 4   | –   | –   | –    | –   | –   | –   | –   | –    | –   | –   | 4      |
| 41   | António Ferreira da Cunha | –   | –   | 4   | –   | –    | –   | –   | –   | –   | –    | –   | –   | 4      |
| 41   | Yoshinobu Takahashi       | –   | –   | –   | 4   | –    | –   | –   | –   | –   | –    | –   | –   | 4      |
| 41   | Pavlos Moschoutis         | –   | –   | –   | –   | –    | 4   | –   | –   | –   | –    | –   | –   | 4      |
| 41   | Jean-Louis Leyraud        | –   | –   | –   | –   | –    | –   | 4   | –   | –   | –    | –   | –   | 4      |
| 41   | Harri Uotila              | –   | –   | –   | –   | –    | –   | –   | –   | 4   | –    | –   | –   | 4      |
| 41   | Anders Kulläng            | –   | –   | –   | –   | –    | –   | –   | –   | –   | 4    | –   | –   | 4      |
| 49   | Philippe Touren           | 3   | –   | –   | –   | –    | –   | –   | –   | –   | –    | –   | –   | 3      |
| 49   | Kalle Grundel             | –   | 3   | –   | –   | –    | –   | –   | –   | –   | –    | –   | –   | 3      |
| 49   | Christian Dorche          | –   | –   | 3   | –   | –    | –   | –   | –   | –   | –    | –   | –   | 3      |
| 49   | Frank Tundo               | –   | –   | –   | 3   | –    | –   | –   | –   | –   | –    | –   | –   | 3      |
| 49   | Francis Vincent           | –   | –   | –   | –   | 3    | –   | –   | –   | –   | –    | –   | –   | 3      |
| 49   | Alexandros Maniatopoulos  | –   | –   | –   | –   | –    | 3   | –   | –   | –   | –    | –   | –   | 3      |
| 49   | Malcolm Stewart           | –   | –   | –   | –   | –    | –   | 3   | –   | –   | –    | –   | –   | 3      |
| 49   | Jouni Kinnunen            | –   | –   | –   | –   | –    | –   | –   | –   | 3   | –    | –   | –   | 3      |
| 49   | Miki Biasion              | –   | –   | –   | –   | –    | –   | –   | –   | –   | 3    | –   | –   | 3      |
| 58   | Jean-Pierre Ballet        | 2   | –   | –   | –   | –    | –   | –   | –   | –   | –    | –   | –   | 2      |
| 58   | Bengt Thor                | –   | 2   | –   | –   | –    | –   | –   | –   | –   | –    | –   | –   | 2      |
| 58   | Olivier Tabatoni          | –   | –   | 2   | –   | –    | –   | –   | –   | –   | –    | –   | –   | 2      |
| 58   | Javaid Alam               | –   | –   | –   | 2   | –    | –   | –   | –   | –   | –    | –   | –   | 2      |
| 58   | Anastasios Gemenis        | –   | –   | –   | –   | –    | 2   | –   | –   | –   | –    | –   | –   | 2      |
| 58   | Paul Adams                | –   | –   | –   | –   | –    | –   | 2   | –   | –   | –    | –   | –   | 2      |
| 58   | Seppo Mustonen            | –   | –   | –   | –   | –    | –   | –   | –   | 2   | –    | –   | –   | 2      |
| 58   | Livio Lupidi              | –   | –   | –   | –   | –    | –   | –   | –   | –   | 2    | –   | –   | 2      |
| 66   | Jürgen Barth              | 1   | –   | –   | –   | –    | –   | –   | –   | –   | –    | –   | –   | 1      |
| 66   | Mikael Ericsson           | –   | 1   | –   | –   | –    | –   | –   | –   | –   | –    | –   | –   | 1      |
| 66   | Jorge Fleck               | –   | –   | 1   | –   | –    | –   | –   | –   | –   | –    | –   | –   | 1      |
| 66   | Ramesh Khoda              | –   | –   | –   | 1   | –    | –   | –   | –   | –   | –    | –   | –   | 1      |
| 66   | Robert Simonetti          | –   | –   | –   | –   | 1    | –   | –   | –   | –   | –    | –   | –   | 1      |
| 66   | Fritz Heisler             | –   | –   | –   | –   | –    | 1   | –   | –   | –   | –    | –   | –   | 1      |
| 66   | Reg Cook                  | –   | –   | –   | –   | –    | –   | 1   | –   | –   | –    | –   | –   | 1      |
| 66   | Henri Palmroos            | –   | –   | –   | –   | –    | –   | –   | –   | 1   | –    | –   | –   | 1      |
| 66   | Vittorio Caneva           | –   | –   | –   | –   | –    | –   | –   | –   | –   | 1    | –   | –   | 1      |
| 66   | Malcolm Wilson            | –   | –   | –   | –   | –    | –   | –   | –   | –   | –    | –   | 1   | 1      |
| Rang | Fahrer                    | MON | SWE | POR | KEN | FRA  | GRE | NZL | BRA | FIN | ITA  | CIV | GBR | Punkte |

### Herstellerwertung
Die Anzahl der Weltmeisterschaftsläufe in der Fahrerweltmeisterschaft entspricht nicht der Anzahl Weltmeisterschaftsläufe in der Herstellerwertung.
| Rang | Hersteller           | MON | POR  | KEN | FRA | GRE | NZL | BRA | FIN | ITA | GBR | Punkte |
| ---- | -------------------- | --- | ---- | --- | --- | --- | --- | --- | --- | --- | --- | ------ |
| 1    | Audi                 | 16  | 18   | –   | (6) | 18  | –   | 10  | 18  | 18  | 18  | 116    |
| 2    | Opel                 | 18  | (12) | 16  | 12  | 16  | 14  | (9) | –   | 14  | 14  | 104    |
| 3    | Nissan               | –   | –    | 18  | –   | 12  | 12  | –   | 15  | –   | –   | 57     |
| 4    | Ford                 | –   | 12   | –   | –   | 8   | 9   | 16  | 10  | –   | –   | 55     |
| 5    | Toyota               | –   | 16   | –   | –   | –   | 18  | –   | –   | –   | 7   | 41     |
| 6    | Renault              | 10  | –    | –   | 18  | 4   | –   | –   | –   | 2   | –   | 34     |
| 7    | Porsche              | 14  | –    | –   | 14  | –   | –   | –   | –   | –   | –   | 28     |
| 8    | Mitsubishi           | –   | –    | 8   | –   | –   | –   | –   | 14  | 6   | –   | 28     |
| 9    | Lancia               | –   | –    | –   | 10  | –   | –   | –   | –   | –   | 15  | 25     |
| 10   | Talbot               | –   | –    | –   | –   | –   | –   | –   | 13  | –   | 11  | 24     |
| 11   | Citroën              | –   | 14   | –   | –   | –   | –   | –   | –   | 9   | –   | 23     |
| 12   | Vauxhall             | –   | –    | –   | –   | –   | –   | –   | 10  | –   | 9   | 19     |
| 13   | Ferrari              | –   | –    | –   | 16  | –   | –   | –   | –   | –   | –   | 16     |
| 14   | Mazda                | –   | –    | –   | –   | –   | 14  | –   | –   | –   | –   | 14     |
| 14   | Volkswagen           | –   | –    | –   | –   | –   | –   | 14  | –   | –   | –   | 14     |
| 16   | British Leyland Cars | –   | –    | 12  | –   | –   | –   | –   | –   | –   | –   | 12     |
| 17   | Subaru               | –   | –    | 10  | –   | –   | –   | –   | –   | –   | –   | 10     |
| 18   | Fiat                 | –   | –    | –   | –   | 6   | –   | –   | –   | –   | –   | 6      |
| Rang | Hersteller           | MON | POR  | KEN | FRA | GRE | NZL | BRA | FIN | ITA | GBR | Punkte |